# Angelus Novus
Angelus Novus (em português, 'anjo novo) é o título latino de um desenho a nanquim, giz pastel e aquarela sobre papel, feito por Paul Klee em 1920. Atualmente faz parte da coleção do Museu de Israel, em Jerusalém.
Na nona tese do seu ensaio "Sobre o Conceito de História", o filósofo e crítico literário Walter Benjamin, que adquiriu o desenho em 1921, escreveu:
Há um quadro de Klee que se chama Angelus Novus. Representa um anjo que parece querer afastar-se de algo que ele encara fixamente. Seus olhos estão escancarados, sua boca dilatada, suas asas abertas. O anjo da história deve ter esse aspecto. Seu rosto está dirigido para o passado. Onde nós vemos uma cadeia de acontecimentos, ele vê uma catástrofe única, que acumula incansavelmente ruína sobre ruína e as dispersa a nossos pés. Ele gostaria de deter-se para acordar os mortos e juntar os fragmentos. Mas uma tempestade sopra do paraíso e prende-se em suas asas com tanta força que ele não pode mais fechá-las. Essa tempestade o impele irresistivelmente para o futuro, ao qual ele vira as costas, enquanto o amontoado de ruínas cresce até o céu. Essa tempestade é o que chamamos progresso.
Após a morte de Benjamin, que se suicidou em setembro de 1940, Gershom Scholem (1897-1982), um notável estudioso do misticismo judaico e grande amigo do filósofo, herdou o desenho. Segundo Scholem, Benjamin tinha uma espécie de identificação mística com o Angelus Novus e incorporou isso em seus escritos sobre o "anjo da história", numa melancólica visão do processo histórico como um incessante ciclo de desespero.
Segundo a tradição hebraica, um  anjo novo  é criado para executar uma ordem de Deus ou cantar um cântico novo e se extinguir em seguida. Walter Benjamin  explica isso na apresentação da revista Angelus Novus: "Uma lenda talmúdica nos diz que uma legião de anjos novos é criada a cada instante para, depois de entoar seu hino diante de Deus, terminar e dissolver-se no nada".
Otto Karl Werckmeister observa que a interpretação de Benjamin sobre o anjo novo de Klee fez com que a imagem se tornasse "um ícone da esquerda". O nome e o conceito do anjo também inspiraram artistas e músicos.